# 반우파 운동
반우파 운동(反右派運動, 중국어 간체자: 反右运动, 정체자: 反右運動, 병음: Fǎn Yòu Yùndòng) 또는 반우파 투쟁(反右派鬪爭)은 1957년부터 1959년까지 중화인민공화국에서 전개된 정치 운동이다.
1949년 중화인민공화국이 건국된 이후 마오쩌둥주의로 사상을 개조한 공산주의 지식인들도 새 정권의 각계 구성원으로 참가하게 된다. 이들 중 일부는 과거 마오쩌둥이 건국 초기에, 정풍운동을 통하여 자신의 입지를 굳히고 자신의 마르크스-레닌주의 노선을 공산당의 주요 노선으로 정했을 때, 이에 소극적이었던 인사들이었다.
이에 따라 마오쩌둥은 자신의 노선에 방해가 되는 자들이나 성향이 의심되는 인사들을 다시 탄압하기 위해 중국 내 우파를 제거한다는 명목에서 '반우파 운동'을 전개했다. 정치 운동의 슬로건과 달리, 우파와 관련없는 사람들도 탄압의 대상이 되었다.
우파가 아닌 데도 탄압을 받은 자들 가운데는 프롤레타리아 독재 청년 공산주의자나 트로츠키주의파에 속하는 이들도 포함되었다. 마오쩌둥 지도부는 마오쩌둥이나 중국 공산당에 대해 비판을 하거나, 조금 다른 의견이 있다고 생각되면 모조리 탄압을 하고자 하였다. 우파로 지목된 이들은 정치 심문, 사상 검사, 고문, 모욕 등을 당하였으며, 약 550,000명 정도의 피지목자들이 박해되었다.

## 같이 보기
- 대약진 운동
- 대숙청
- 문화대혁명
- 스탈린 격하 운동
- 정풍운동